# Centre sportif de Colovray
Centre sportif de Colovray (Nyon) je sportovní centrum, ve kterém hraje své domácí zápasy švýcarský klub Stade Nyonnais. Areál má šest hřišť pro různé druhy sportů (fotbal, ragby, atletika). Naproti sportovnímu centru je hlavní sídlo UEFA. Od fotbalové sezóny 2013/14 se zde hraje finále Juniorské Ligy UEFA.

## Rozloha
Plocha areálu je přes 100 000 metrů čtverečních.

### Hřiště
- Hřiště pro všechna počasí
- Travnaté fotbalové hřiště
- Tréninkové hřiště
- Ragbyové hřiště
- Stadion
- Atletický stadion